# 黄黝鱼
黄黝鱼（学名：Micropercops swinhonis）为塘鳢科小黄黝鱼属的鱼类。在中国，分布于黑龙江至珠江广布等，主要生活于江河、湖泊、塘以及库等缓流多水草处。该物种的模式产地在上海。